# Sebou

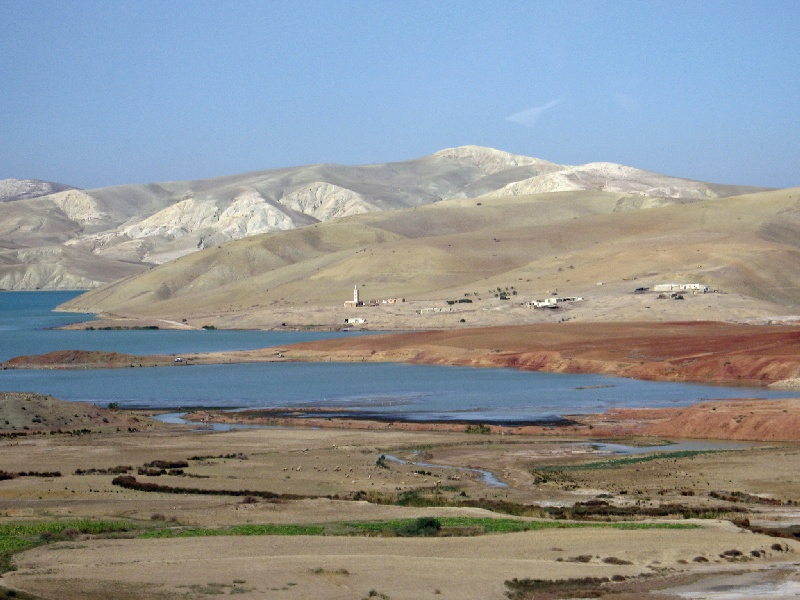
De Sebou

De Sebou is een rivier in Marokko. De bron bevindt zich in Midden-Atlas. De Sebou is 458 km lang, vloeit naast Meknes en Fes en mondt uit in het Atlantische Oceaan niet ver van Kenitra.
- Bibliothèque nationale de France: cb169228119 (data)
- Library of Congress Control Number: sh96008355
- Nationale Bibliotheek van Israël: 987007561373205171
- Système universitaire de documentation: 081858965
- Virtual International Authority File: 99144647640321874751